# تقييم الأثر الصحي
يُعرف تقييم الأثر الصحّي بأنه مجموعة من الإجراءات والطرق والأدوات التي یمكن بها الحكم على سیاسة أو برنامج أو مشروع بواسطة آثاره المحتملة على صحة السكان، وتوزیع تلك الآثار بین السكان.

## نظرة عامة
يهدف قیاس الأثر الصحي إلى تقدیم مجموعة من التوصیات المسندة بالأدلة لإبلاغ صناع القرار. یسعى تقییم الأثر الصحي إلى تحقیق الحد الأعلى من الآثار الصحیة الإیجابیة والحد الأدنى من الآثار الصحیة السلبیة للسیاسات المقترحة أو البرامج أو المشاریع. إن إجراءات تقییم الأثر الصحي مماثلة لتلك الإجراءات المستخدمة في تقییم أثر الأشكال الأخرى، مثل تقییم الأثر البیئي أو تقییم الأثر الاجتماعي. عادةً ما یوصف قیاس الأثر الصحي باتباع الخطوات المذكورة، مع تقسیم العدید من الممارسین لهذه الخطوات إلى خطوات فرعیة أو تسميتها بشكل مختلف:
1. تحري: تحدید ضرورة تقییم الأثر الصحي.
2. تحدید النطاق: تحدید الآثار التي ستؤخذ في الحسبان والخطة لتقییم الأثر الصحي.
3. تحدید وتقییم التأثیرات: تحدید حجم وطبیعة ومدى واحتمالیة الآثار الصحیة المحتملة، باستخدام مجموعة متنوعة من الأسالیب وأنواع المعلومات المختلفة.
4. اتخاذ القرار والتوصیات: توضیح المفاضلات التي یجب إجراؤھا في صنع القرار وصیاغة توصیات مدعومة بالأدلة.
5. التقییم والمراقبة والمتابعة: تقییم العملیة وتأثیر تقییم الأثر الصحي ورصد وإدارة التأثیرات الصحیة.

الهدف الرئیسي من قیاس الأثر الصحي ھو تطبیق المعرفة الموجودة والأدلة حول التأثیرات الصحیة، على سیاقات اجتماعیة ومجتمعیة محددة، لتطویر التوصیات المسندة بالأدلة لإبلاغ صناع القرار لحماية وتحسین صحة المجتمع ورفاھیته. بسبب القیود المالیة والزمنیة، لا یتضمن تقییم الأثر الصحي عمومًا بحثًا جدیدًا أو جیلًا من المعرفة العلمیة الأصیلة. مع ذلك، یمكن استخدام نتائج تقییم الأثر الصحي، خصوصًا التي رُصِدت وقُیمت بمرور الوقت، لإبلاغ الجمعیات الأخرى في المجال المشابه لها. تركز توصیات قیاس الأثر الصحي على كل من التصمیم والجوانب التشغیلیة للعرض.
حُدد قیاس الأثر الصحي أیضًا آلیًة يمكن بواسطتها تحدید عدم المساواة الصحیة وتصحیحها قبل تنفیذ السیاسة أو البرنامج أو المشروع المقترح.  طُوّر عدد من الكتیبات والمبادئ التوجیهیة لاستخدام قیاس الأثر الصحي.

## محددات الصحة
لاقتراح تلك السیاسات والبرامج والمشاریع القدرة على تغییر محددات الصحة التي تدعم استخدام تقییم الأثر الصحي. ثم تؤدي التغییرات في المحددات الصحیة إلى تغییرات في النتائج الصحیة أو الحالة الصحیة للأفراد والمجتمعات.إذ إن محددات الصحة بیئیة واجتماعیة إلى حد بعید، وعليه ھناك العدید من التداخلات مع تقییم الأثر البیئي وتقییم الأثر الاجتماعي.

## مستویات تقییم الأثر الصحي
- تقییم الأثر الصحي المكتبي الذي یستغرق من 2 إلى 6 أسابیع حتى یكمله مُقيِم واحد، ویقدم نظرة عامة واسعة عن الآثار الصحیة المحتملة .
- تقییم الأثر الصحي السریع،الذي یستغرق قرابة 12 أسبوعًا حتى یكمله مقيِم واحد، ویوفر معلومات أكثر تفصیلًا عن التأثیرات الصحیة المحتملة .
- تقییم الأثر الصحي الشامل،الذي يستغرق قرابة 6 أشھر لمُقيِم واحد ویوفر تقییمًا متعمقًا للآثار الصحیة المحتملة.[4]

اقتُرح أنه قد یكون تقییم الأثر الصحي مستقبليًا أو متزامنًا أو بأثر رجعي. لا یزال ھذا الأمر مثیرًا للجدل، مع اقتراح عدد من ممارسي تقییم الأثر الصحي أن تقییم الأثر الصحي المتزامن يُعد الأفضل في النشاط الرصدي وأن تقییم الأثر الصحي بأثر رجعي أقرب إلى التقییم الذي یركز على الصحة، بدلًا من أن یكون تقییمًا بحد ذاته. يُفضَل تقییم الأثر الصحي المستقبلي لأنه یتیح أقصى فرصة عملیة للتأثیر في صناع القرار والآثار الصحیة اللاحقة.

## حول العالم
يُستخدم تقییم الأثر الصحي في جمیع أنحاء العالم، خصوصًا في أوروبا وأمریكا الشمالیة، وأسترالیا ونیوزیلاندا وإفریقیا وتایلاند. أُنشِئت السیاسات الوقائیة ومعاییر مؤسسة التمویل الدولیة، وھي جزء من البنك العالمي، سنة 2006. وھي تحتوي على المتطلبات اللازمة لتقییم الأثر الصحي في المشاریع الكبیرة. أصبحت تقییمات الأثر الصحي روتینیة في العدید من مشاریع التنمیة الكبیرة في كل من القطاعین العام والخاص في البلدان النامیة. وھناك أیضًا تاریخ طویل￼ لتقییم الأثر الصحي في قطاع تنمیة الموارد المائیة، السدود الكبیرة وأنظمة الري.